# Anwar ul Haq Kakar

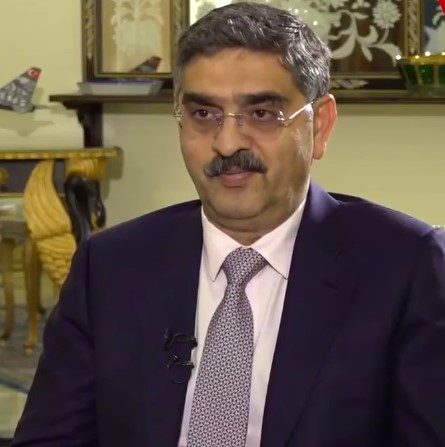
Anwar ul Haq Kakar

Anwar ul Haq Kakar (Urdu انوار الحق کاکڑ; * 1971 in Muslim Bagh, Killa Saifullah, Belutschistan, Pakistan) ist ein pakistanischer Politiker, der von August 2023 – März 2024 der Premierminister Pakistans war. Er ist der Nachfolger von Shehbaz Sharif. Zuvor war er von 2015 bis 2017 Sprecher der Regierung von Belutschistan. Er ist derzeitiger Senator und Mitglied des Senats von Pakistan seit dem 12. März 2018, vertreten im Allgemeinen Sitz von Belutschistan. Anwar ul Haq Kakar gehört der Awami-Partei Belutschistans an. Er besuchte die Kadettenanstalt Kohat und studierte an der Universität von Belutschistan.

## Privatleben
Anwar ul Haq gehört dem paschtunischen Stamm der Kakar an, der vor allem in Nord-Belutschistan verstreut lebt. Neben seinem politischen Engagement ist Kakar auch in verschiedenen Denkfabriken tätig, die sich mit der Gestaltung der pakistanischen Außenpolitik befassen. Kakar ist befasst sich mit der Geopolitik Südasiens, insbesondere der Beziehungen zwischen Afghanistan und Pakistan. Er ist außerdem Gastdozent am Command and Staff College in Quetta und an der National Defence University in Islamabad, wo Kakar Vorlesungen über internationale Beziehungen hält. Kakar spricht fließend Paschtu, Urdu, Persisch, Englisch, Belutschi und Brahui.

## Politische Karriere
Kakar wurde bei den pakistanischen Senatswahlen 2018 als unabhängiger Kandidat aus Belutschistan in den pakistanischen Senat gewählt. Am 12. März 2018 wurde er als Senator vereidigt.
Er war Mitbegründer einer neuen politischen Partei, der Balochistan Awami Party (BAP), der vorgeworfen wird, aus Gründen der Spaltung des oppositionellen Wählerpotenzials vom Establishment unterstützt zu werden. Die Partei bestreitet dies.
Er wurde vom scheidenden Oppositionsführer und scheidenden Premierminister Shehbaz Sharif zum geschäftsführenden Premierminister Pakistans ernannt. Der Präsident Arif Alvi unterzeichnete die Zusammenfassung, die ihn zum achten geschäftsführenden Premierminister Pakistans machte.